# Liotyphlops ternetzii
Il tiflope di Ternetz (Liotyphlops ternetzii (Boulenger, 1896)) è un serpente della famiglia Anomalepididae che vive in Sud America.

## Descrizione
Questo serpente mostra un corpo: scuro, lucido, cilindrico e sottile , ha le squame lisce ed una testa di colore giallo o rosa.
La squama rostrale presente sul muso sporgente e allargato serve al  Tiflope per scavare nel terreno, mentre una spina al termine della coda gli permette e lo aiuta a muoversi all'interno dei nidi dalle pareti lisce.
Questa specie esibisce una piccola bocca dotata di un unico dente nella mandibola inferiore; per quanto riguarda la vista il Tiflope di Ternetz presenta degli occhi rudimentali che sono nascosti  dalla pelle.

La sua lunghezza varia tra i 15 e i 21 cm.

## Specie simili
Le specie che più si avvicinano all'aspetto del Tiflope di Ternetz è il Tiflope di Beu (Loityphlops beui).

## Biologia
Questo serpente può presentare un'attività diurna o notturna.
Il carattere timido e fossorio lo spinge a vivere in prevalenza nelle gallerie dei formicai, nutrendosi di uova e larve.

### Riproduzione
Si riproduce grazie alla deposizione delle uova, ma la dimensione della covata è al momento sconosciuta.

## Distribuzione e habitat
Questa specie si può trovare in Brasile , Suriname, Argentina settentrionale, Paraguay e Uruguay.